# Albin
För andra betydelser, se Albin (olika betydelser).

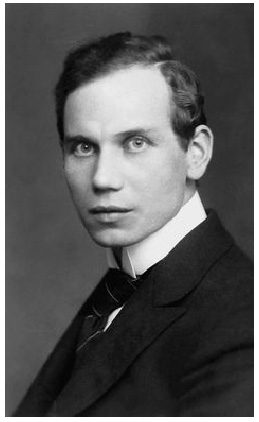
Albin Johansson, 1920.

Albin är ett mansnamn med latinskt ursprung (Albinus) och är bildat av latinets albus 'vit'.
Albin är i Sverige bland de 25 vanligaste namnen på nyfödda pojkar, och det var nästan lika populärt vid sekelskiftet 1900 som nu. Den 31 december 2008 fanns det totalt 18 114 personer i Sverige med namnet, varav 11 991 med det som tilltalsnamn. År 2008 fick 613 pojkar namnet som tilltalsnamn.
Albin har i Sverige namnsdag den 1 mars, liksom i Estland, Frankrike, Ungern, Polen och Slovakien. I den finlandssvenska namnsdagslängden har Albin namnsdag 1 mars sedan starten 1929, då en egen namnsdagskalender togs i bruk för finlandssvenskar. Före 1830 skrevs namnet som Albinus.

## Personer med namnet Albin
- Kjell Albin Abrahamson, radiojournalist, författare
- Albin Ahrenberg, flygare
- Albin Amelin, svensk konstnär
- Albin Carlsson, tonsättare
- Albin Ekdal, fotbollsspelare
- Albin Erlandzon, skådespelare
- Albin Flinkas, skådespelare
- Per Albin Hansson, svensk socialdemokratisk politiker och statsminister
- Albin Johansson, vd och styrelseordförande i KF
- Albin Johnsén, svensk artist
- Albin Lavén, skådespelare
- Albin Lindahl, skådespelare
- Albin Lorentzon, svensk ishockeyspelare
- Albin Manner, finländsk politiker
- Albin Nummelin, svensk bowlingspelare
- Albin Nyamoya, regeringschef i Burundi
- Albin Pettersson, släggkastare
- Albin Roosval, filmproducent
- Albin Stenroos, finländsk långdistanslöpare
- Albin Stark, svensk arkitekt
- Albin Ström, sjöman, riksdagsledamot
- Albin Widén, författare